# 静海碑林
静海碑林位于中华人民共和国天津市静海区静海带状公园内。静海县内发现的乾隆亲笔书写的《格淀堤诗碑》、《钓台石碑》；《重修孔庙碑》，励氏家族墓志等等，现均集中存放于静海带状公园内。2011年3月31日，静海碑林被公布为静海县文物保护单位。

## 格淀堤诗碑
乾隆皇帝1767年路过静海时亲笔书写，碑阳和碑阴各为乾隆作七言诗。碑文：（一）禹贡无堤水亦治，后惟赖此障防之。常虞浑派北弥至，间有清流南涨时。格淀意涯何忽止，鸠工命续要坚为。村民喜跃从心原，力穑竭时勉莫迟。（二）数典谁遏神禹治，几曾禹贡曰堤之。行其无事今非古，占以有淤势与时。图格清浑空阙筑，示遏罅漏补苴为。轻舆十里勤来阅，永逸谋艰立为迟。 

## 钓台诗碑
乾隆皇帝1777年路过静海时亲笔书写，碑文为七言诗一首，落款有“所审为贤”和“乾隆御笔”印两方。碑文如下：《咏钓台》直钩奸周于渭滨，宋志熙称乾宁军。 地之相去数千里，一东一西殊不伦。 太白三千六百钓，千秋功案谁能料？ 豪情健笔赋逸词，寻行数目岂为校。 归愚谓招地轴言，审然此处台应存。 